# Мато Яяло
Ма́то Яя́ло (хорв. Mato Jajalo, * 25 травня 1988, Яйце, СФРЮ) — боснійський футболіст хорватського походження, півзахисник італійської «Венеції». Грав за національні збірні Хорватії та Боснії і Герцеговини.

## Клубна кар'єра
Вихованець юнацьких команд футбольних клубів «Кікерс» (Оффенбах) та «Славен Белупо».
У дорослому футболі дебютував 2007 року виступами за команду клубу «Славен Белупо», в якій провів два сезони, взявши участь у 62 матчах чемпіонату. Більшість часу, проведеного у складі «Славена Белупо», молодий пвізахисник був основним гравцем команди.
Своєю грою за цю команду привернув увагу представників тренерського штабу клубу «Сієна», до складу якого приєднався 2009 року. Відіграв за клуб зі Сієни лише один сезон, після чого перейшов до німецького клубу «Кельн» на умовах оренди з правом викупу. За рік, у червні 2011, «Кельн» викупив контракт хорвата. 
Загалом провів у Німеччині три з половиною сезони, після чого провів півроку в оренді у складі боснійського «Сараєва», а згодом повернувся до Хорватії, ставши гравцем «Рієки».
У січні 2015 року відновив виступи за кордоном, удруге попрямувавши до Італії, де його командою стало «Палермо». Протягом наступних 2,5 сезонів грав Серії A, а коли 2017 команда понизилася у класі до Серії B, продовжив захищати її кольори у другому італійському дивізіоні.
Влітку 2019 року уклав трирічний контракт з «Удінезе». Згодом угода подовжувалася, і загалом за цю команду провів три з половиною сезони, взявши участь у 58 іграх усіх турнірів.
У січні 2023 року повернувся до другого італійського дивізіону, перейшовши до лав «Венеції».

## Виступи за збірну
Протягом 2007–2010 років залучався до складу молодіжної збірної Хорватії. На молодіжному рівні зіграв у 21 офіційному матчі, забив 4 голи.
В дистопаді 2011 року викликався до складу національної збірної Хорватії для участі у матчах плей-оф кваліфікаційного раунду чемпіонату Європи 2012 року проти збірної Туреччини, однак на поле у ціх матчах не виходив. У листопаді 2014 року все ж дебютував в іграх за головну хорватську збірну матчем з Аргентиною, а у червні наступного року також виходив на поле у грі хорватів проти Гібралтару.
Оскільки обидві гри за збірну Хорватії були товариськими, 2016 року гравець скористався правом змінити футбольне громадянство і зголосився захищати кольори збірної Боснії і Герцеговини, країни, в якій розташоване місто його народження. Протягом 2016—2019 років провів за боснійську національну команду 11 матчів, здебільшого в рамках відбору на ЧС-2018, який його команда не подолала.
| Дата       | Місто    | Господарі            | Результат | Гості                | Турнір            | Голи | Примітки |
| ---------- | -------- | -------------------- | --------- | -------------------- | ----------------- | ---- | -------- |
| 7-10-2016  | Брюссель | Бельгія              | 4 – 0     | Боснія і Герцеговина | Відбір до ЧС 2018 | -    | 30' 73'  |
| 13-11-2016 | Афіни    | Греція               | 1 – 1     | Боснія і Герцеговина | Відбір до ЧС 2018 | -    | 90+3'    |
| 28-3-2017  | Ельбасан | Албанія              | 1 – 2     | Боснія і Герцеговина | товариський матч  | -    | 71'      |
| 9-6-2017   | Зениця   | Боснія і Герцеговина | 0 – 0     | Греція               | Відбір до ЧС 2018 | -    | 65'      |
| 31-8-2017  | Нікосія  | Кіпр                 | 3 – 2     | Боснія і Герцеговина | Відбір до ЧС 2018 | -    | 75'      |
| 3-9-2017   | Фару     | Гібралтар            | 0 – 4     | Боснія і Герцеговина | Відбір до ЧС 2018 | -    |          |
| 7-10-2017  | Сараєво  | Боснія і Герцеговина | 3 – 4     | Бельгія              | Відбір до ЧС 2018 | -    | 62'      |
| 12-10-2019 | Зениця   | Боснія і Герцеговина | 4 – 1     | Фінляндія            | Відбір до ЧЄ 2020 | -    | 76'      |
| 15-10-2019 | Афіни    | Греція               | 2 – 1     | Боснія і Герцеговина | Відбір до ЧЄ 2020 | -    | 46'      |
| 15-11-2019 | Зениця   | Боснія і Герцеговина | 0 – 3     | Італія               | Відбір до ЧЄ 2020 | -    | 77'      |
| 18-11-2019 | Вадуц    | Ліхтенштейн          | 0 – 3     | Боснія і Герцеговина | Відбір до ЧЄ 2020 | -    |          |
| Усього     |          | Матчів               | 11        |                      | Голів             | 0    |          |